# Begonia copeyana
Espèce
Begonia copeyana est une espèce de plantes de la famille des Begoniaceae.
Elle a été décrite en 1908 par Casimir Pyrame de Candolle (1836-1918).